# John Brownlee
John Donald Mackenzie Brownlee (ur. 7 stycznia 1901 w Geelong, zm. 10 stycznia 1969 w Nowym Jorku) – australijski śpiewak operowy, baryton.

## Życiorys
Studiował w Nowym Jorku i Paryżu. Zadebiutował w 1926 roku w paryskim Théâtre-Lyrique rolą Nikalanthy w Lakmé. W tym samym roku kreował rolę Marcella w Cyganerii u boku Nellie Melby na deskach Covent Garden Theatre w Londynie. Od 1927 do 1936 roku był solistą Opéra de Paris. Gościnnie śpiewał w Teatro Colón w Buenos Aires (1931) i na festiwalu operowym w Glyndebourne (1935–1939). Od 1937 do 1957 roku występował w nowojorskiej Metropolitan Opera. Występował również w Chicago (1937–1938, 1945) i San Francisco (1940–1950). W latach 1953–1967 pełnił funkcję przewodniczącego American Guild of Musical Artists. Zainicjował Empire State Music Festival w Ellenville (1955). Od 1966 roku był dyrektorem nowojorskiej Manhattan School of Music.
Do jego popisowych ról należały Don Giovanni w Don Giovannim, Alfonso w Così fan tutte, Hrabia Almaviva w Weselu Figara, Papageno w Czarodziejskim flecie, Jagon w Otellu, Scarpia w Tosce.